# Samuel Mathey
Pour les articles homonymes, voir Mathey.
Samuel Mathey né en 1969, est un économiste togolais.
Il est fondateur et président de la fondation africaine pour l'entrepreneuriat et le développement économique (FAFEDE) et créateur du concept entreprendre à zéro franc (EZF).

## Biographie

### Débuts
Samuel Mathey est un économiste,,. Il est titulaire d'une licence en comptabilité et d'un master en économie monétaire et économétrie. Il possède une douzaine d'entreprises. Il possède également un MBA à l'université d'État de l'Ohio et un doctorat en économie à l'université du Delaware. Il travaille en tant que consultant senior en audit et finances pour des multinationales telles que KPMG et PwC.
Il enseigne en Afrique, en Europe et aux États-Unis.
Il mène cette action à travers sa fondation FAFEDE, il lutte contre la pauvreté, le chômage, le terrorisme et la violence, la recherche de la paix en créant des ponts entre les genres, les nationalités, les ethnies et le peuple en Afrique. Dans ce cadre, il forme entre autres cent mille jeunes et femmes en Côte d'Ivoire, deux cent mille jeunes et femmes au Burkina Faso, cinquante-cinq mille jeunes et femmes au Tchad et un million de jeunes en préparation au Nigeria. Il développe et fait la promotion du concept dit « entreprendre à zéro franc (EZF) »,,,.
La «compétence aveugle» est un concept dans lequel il enseigne que le choix pour une fonction ou un poste ne doit pas être basé sur le genre, la nationalité, la religion, le parti politique mais uniquement sur la compétence technique. Il travaille également sur la démocratie participative avec sa plate-forme Gouv’Baromètre qui permet aux populations de converser directement sans intermédiaire avec les élus exécutif et les autorités et ces derniers pouvant alors avoir un aperçu réel de leur popularité et de leur perception sur le terrain.
En 2021, il lance Africain 5.0 à Abidjan. Il s'agit d'un programme qui vise à transformer les mentalités et le comportement des Africains.

### Travail à but non lucratif
Au-delà de ses travaux d'enseignement, Samuel Mathey mène plusieurs actions sociales dans des écoles et des universités. Un partenariat est signé avec toutes les universités publiques de Côte d'Ivoire pour réduire le chômage en formant les étudiants à l'entrepreneuriat et à l'identification de projet d’entreprise à réaliser en fin de cursus. Il travaille à la conception d'un certificat universitaire sur l'entrepreneuriat à zéro franc.